# Kościół w Hemse
Kościół w Hemse – świątynia należąca do diecezji Visby Kościoła Szwecji. Znajduje się w południowej części Gotlandii.

## Architektura
W XII wieku na miejscu obecnej świątyni stał kościół klepkowy. Zaskakująco dobrze zachowane jego fragmenty w postaci drewnianych desek służących za wcześniejszą podłogę odnaleziono przypadkowo pod posadzką obecnej świątyni podczas renowacji w 1896 roku. To najlepiej zachowane fragmenty kościoła klepkowego w Szwecji.
Obecna świątynia powstała głównie w XIII wieku. Najpierw zbudowano jej nawę i prezbiterium, zaś nieco później dostawiono wieżę. Podczas wspomnianej wyżej renowacji kościół został odrestaurowany wewnątrz dość niedbale. Kolejne prace renowacyjne miały miejsce w latach 1962-1963.

## Wnętrze

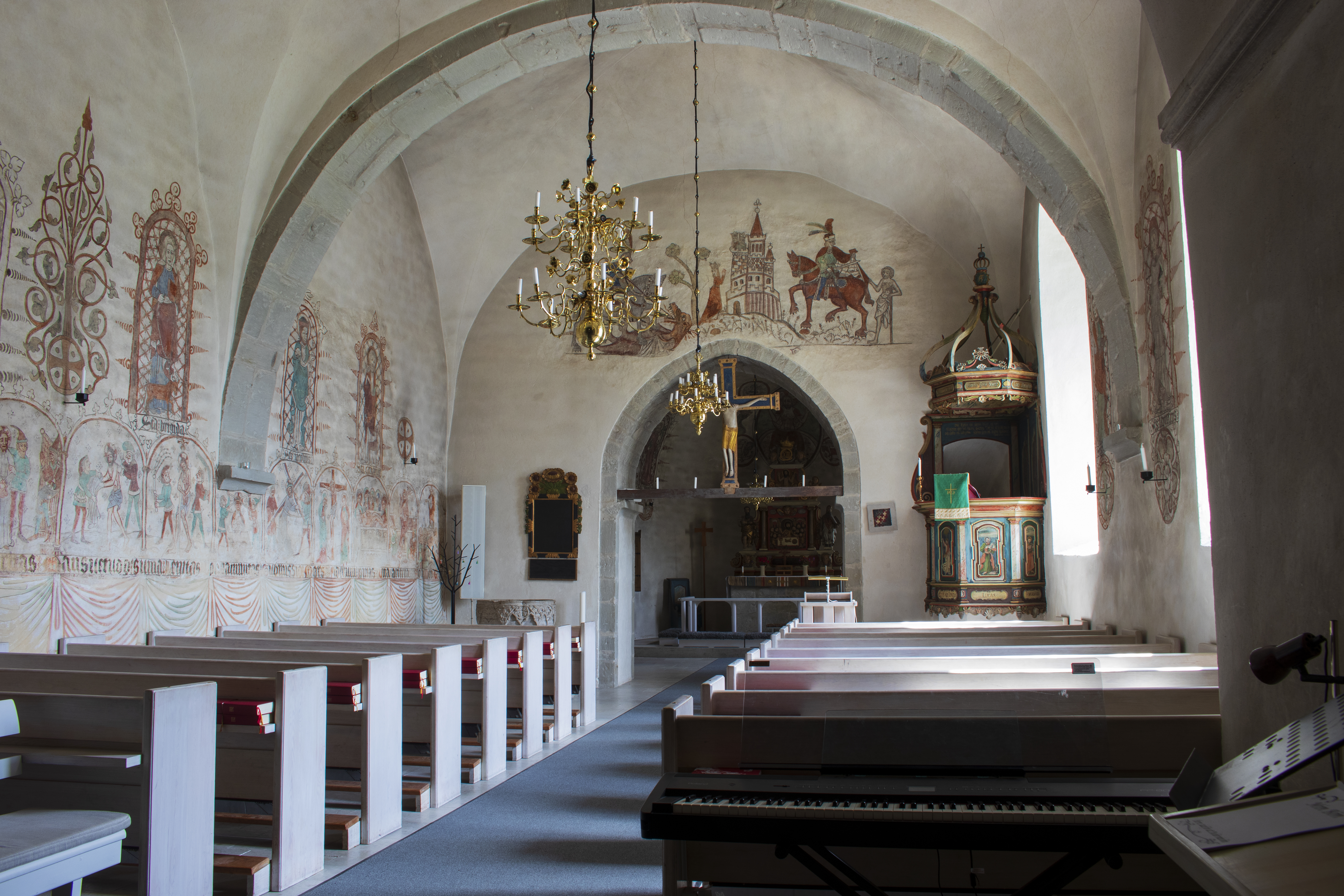
Wnętrze

Świątynia jest budowlą romańską. Jej wnętrze zdobią średniowieczne freski. Najstarsze z nich znajdują się w wieży i przedstawiają centaury atakujące Drzewo Życia. Z kolei w prezbiterium i absydzie znaleźć można przedstawienia sądu ostatecznego z XIV wieku, a w nawie malowidła z połowy XV wieku. przedstawiające mękę Chrystusa i dwóch świętych: Marcina z Tours i Jerzego ze smokiem. Na zachodniej ścianie prezbiterium znajdują się napisy runiczne będące przypomnieniem owego alfabetu.
Z wyposażenia kościoła na uwagę zasługuje krzyż triumfalny z końca XII wieku. Chrzcielnica składa się z dwóch części: baza jest romańska (przypisuje się ją Hegvaldowi), zaś misa pochodzi z XIV wieku. Ambona jest dziełem z 1768 roku. Dzwon datowany jest na pierwszą połowę XV wieku.